# Yläjärvi (sjö i S:t Michel, Södra Savolax)
Yläjärvi är en sjö i kommunen S:t Michel i landskapet Södra Savolax i Finland. Sjön ligger 84,9 meter över havet. Arean är 65 hektar och strandlinjen är 10,25 kilometer lång. Sjön  ingår i Vuoksens huvudavrinningsområde.   Den ligger omkring 31 kilometer sydöst om S:t Michel och omkring 210 kilometer nordöst om Helsingfors. 
I sjön finns öarna Liipisaari, Kuvaansaari och Pekansaari. Yläjärvi ligger öster om Särkjärvi. 